# Wahe Grigorjan
Wahe Mischaji Grigorjan (armenisch Վահե Միշայի Գրիգորյան, wiss. Transliteration Vahe Mišayi Grigoryan; * 20. April 1975 in Jerewan) ist ein armenischer Jurist. Er ist seit 2025 Richter am Europäischen Gerichtshof für Menschenrechte (EGMR) und war zuvor Vizepräsident des Verfassungsgerichts der Republik Armenien.

## Leben und Wirken
Grigorjan studierte ab 1992 Rechtswissenschaften an der Staatlichen Universität Jerewan, wo er 1997 seinen Abschluss machte. Anschließend war er als stellvertretender Staatsanwalt für Wehrstrafrecht in Jerevan tätig. Ab 2001 arbeitete er als Rechtsanwalt für Zivilsachen in Jerewan und in London. 2010 erwarb Grigorjan an der University of Nottingham einen Mastertitel in internationalem Recht. Seit Mai 2016 vertrat er auch strafrechtliche, verfassungsrechtliche und verwaltungsrechtliche Mandate und trat vor dem Internationalen Strafgerichtshof auf.
Am 18. Juni 2019 wurde Grigorjan zum Richter am Verfassungsgericht der Republik Armenien gewählt. Am 20. Dezember 2022 wurde er dort zum Vizepräsidenten ernannt. Im Januar 2025 wurde er als Nachfolger von Armen Harutjunjan als Vertreter Armeniens zum Richter am Europäischen Gerichtshof für Menschenrechte gewählt. Er trat seine voraussichtlich bis 2034 dauernde Amtszeit am 28. April 2025 an, nachdem er am 25. April 2025 seinen Rücktritt am Verfassungsgericht von Armenien erklärt hatte.